# Ashok Gadgil

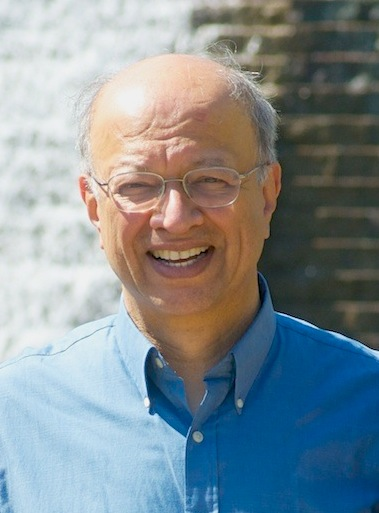
Ashok Gadgil, 2013

Ashok Gadgil (* 15. November 1950 in Mumbai) ist ein indischer Physiker, der sich mit Fragen der Energiepolitik, erneuerbaren Energien und Energieeinsparung befasst.
Gadgil studierte Physik an der Universität Bombay mit dem Bachelor-Abschluss 1971 und dem Master-Abschluss am Indian Institute of Technology in Kanpur 1973 sowie an der University of California, Berkeley, mit dem Master-Abschluss 1975 und der Promotion 1979. Ab 1988 war er am Lawrence Berkeley National Laboratory (Environmental Energy Technologies Division). Er ist Andrew and Virginia Rudd Family Foundation Professor of Safe Water and Sanitation in Berkeley an der Fakultät für Bauingenieurwesen und Umwelttechnik.
Er entwickelt billige umweltschonende Technologien für die einfache Bevölkerung der Dritten Welt, so den Darfur-Ofen und Techniken (UV Waterworks, UVW) für sauberes Trinkwasser mit Desinfektion durch eine UV-Strahlung aus einer 40 Watt UV-Lampe, die zum Beispiel mit einer Autobatterie betrieben werden konnte. Die Motivation dazu entstand anlässlich einer Choleraepidemie 1993 in Südasien, die erste UV-Lampe mit 60 Watt stellte er 1996 vor.  Dafür erhielt er 2012 den Global Innovation Award und den Prince Sultan bin Abdulaziz International Prize for Water (Kreativitätspreis 2010–2012).
Effiziente Öfen entwickelte er nach einer Anfrage der  U.S. Agency for International Development (USAID) 2004.  Die bestehenden Öfen waren ineffizient und Frauen in Darfur riskierten Vergewaltigung beim Feuerholzsammeln oder mussten Feuerholz gegen Nahrung eintauschen. Das führte zu einer langjährigen Entwicklungsarbeit, wobei die Öfen billig und auch lokal herstellbar sein sollten. Der Berkeley-Darfur-Ofen wurde auch regionalen Gepflogenheiten angepasst.
Sein Labor entwickelte auch Methoden der Arsen-Dekontaminierung für Trinkwasser in Indien und Bangladesch, wo dies ein großes Problem darstellt.
Als Physiker hatte er sich auch mit Allgemeiner Relativitätstheorie, numerischer Hydrodynamik und angewandter Mathematik befasst.
Er war 1981 Gastwissenschaftler am Tata Energy Research Institute in New Delhi und 1980 bis 1983 beim CNRS in Paris.
2015 erhielt er den Leo Szilard Lectureship Award. Er ist Fellow der American Physical Society. 2014 wurde er in die National Inventors Hall of Fame aufgenommen. Für 2022 erhielt er die National Medal of Technology and Innovation.